# Catocala epione

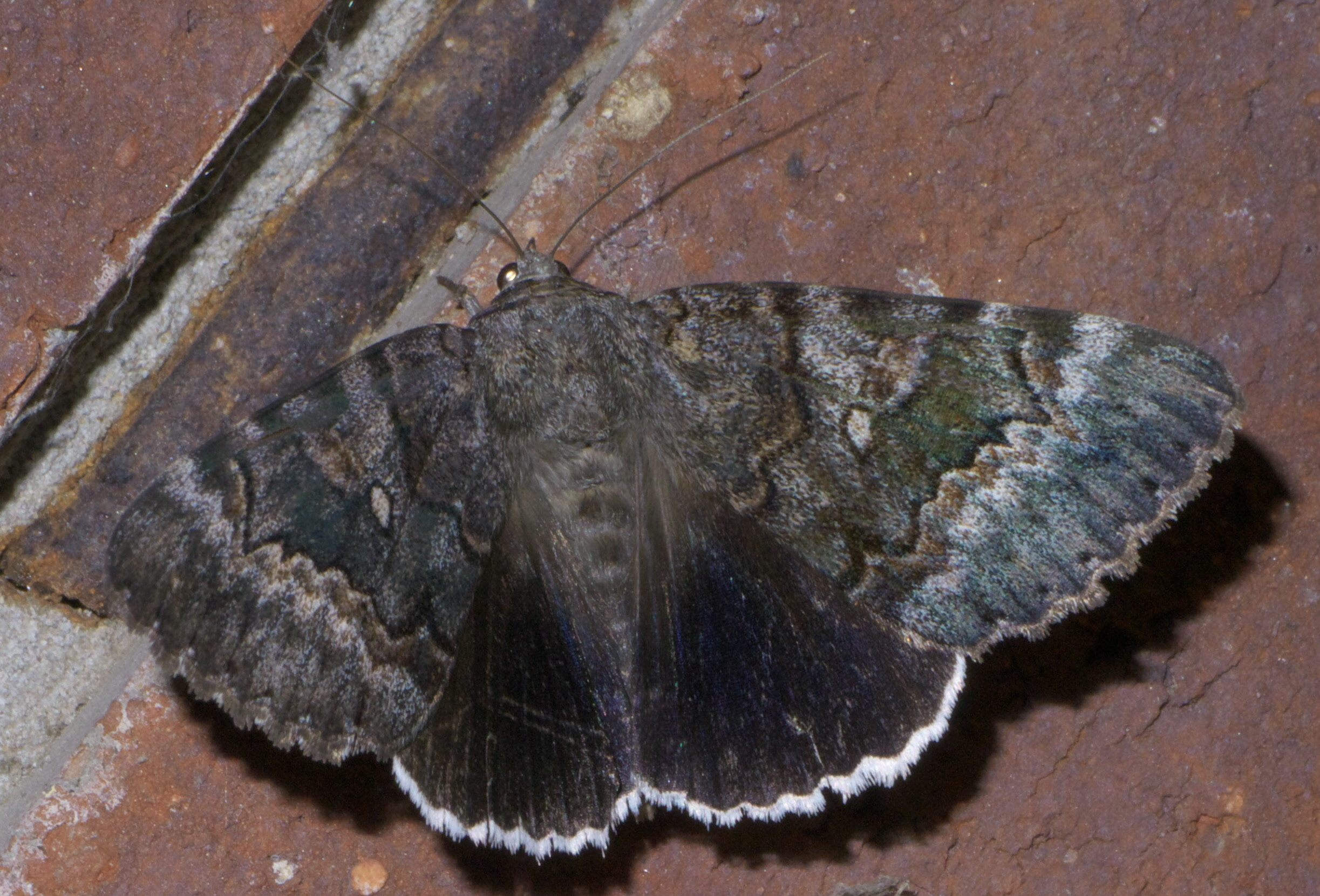
Catocala epione in Abflugposition

Catocala epione ist ein in Nordamerika vorkommender Schmetterling (Nachtfalter) aus der Familie der Erebidae, die bis 2005 als Unterfamilie der Eulenfalter (Noctuidae) angesehen wurden. Das  Artepitheton bezieht sich auf Epione, eine Gestalt aus der griechischen Mythologie.

## Merkmale

### Falter
Die Falter erreichen eine Flügelspannweite von 55 bis 65 Millimetern. Die Farbe der Vorderflügeloberseite variiert von aschgrau über braungrau oder grüngrau bis zu schwarzgrau und zeigt eine starke Marmorierung. Innere und äußere Querlinie sind doppelt ausgeführt, schwarzbraun gefärbt, zuweilen weißlich oder hellgrau angelegt und stark gezackt. Ring- und Nierenmakel sind undeutlich ausgebildet, lediglich die Sub-Nierenmakel hebt sich deutlich hellgrau hervor. Die Diskalregion ist meist verdunkelt. Die Hinterflügeloberseite ist zeichnungslos schwarz, die Fransen sind auffallend seidig weiß.

### Raupe
Die Raupen sind graubraun bis rotbraun gefärbt. Sie zeigen leicht verdunkelte Nebenrückenlinien und kleine weiße Punkte. Der braune Kopf ist mit einer schwarzen, hufeisenförmigen Zeichnung versehen. Wenn sich die Raupe eng an einen Zweig anschmiegt, ist sie für Fressfeinde kaum zu erkennen.

### Ähnliche Arten
- Catocala lacrymosa zeigt eine zeichnungsarme schwarzgraue Vorderflügeloberseite. Die Fransen der Hinterflügel sind schwarz-weiß gescheckt.
- Catocala angusi zeigt eine nur schwach marmorierte, rauchgraue Vorderflügeloberseite. Die Fransen der Hinterflügel sind schwarz.
- Catocala vidua zeigt schwarze Streifen auf der dunkelgrauen Vorderflügeloberseite. Die Fransen der Hinterflügel sind strahlend weiß.
- Bei Catocala obscura ist die Vorderflügeloberseite zeichnungsarm aschgrau. Eine Marmorierung fehlt nahezu vollständig. Die Fransen der Hinterflügel sind cremig weiß.
- Catocala retecta zeigt zwar seidig weiße Fransen an den schwarzen Hinterflügeln, unterscheidet sich jedoch deutlich aufgrund der meist hellgrauen bis gelbgrauen Vorderflügeloberseite sowie ein stark ausladendes W-Zeichen der äußeren Querlinie.

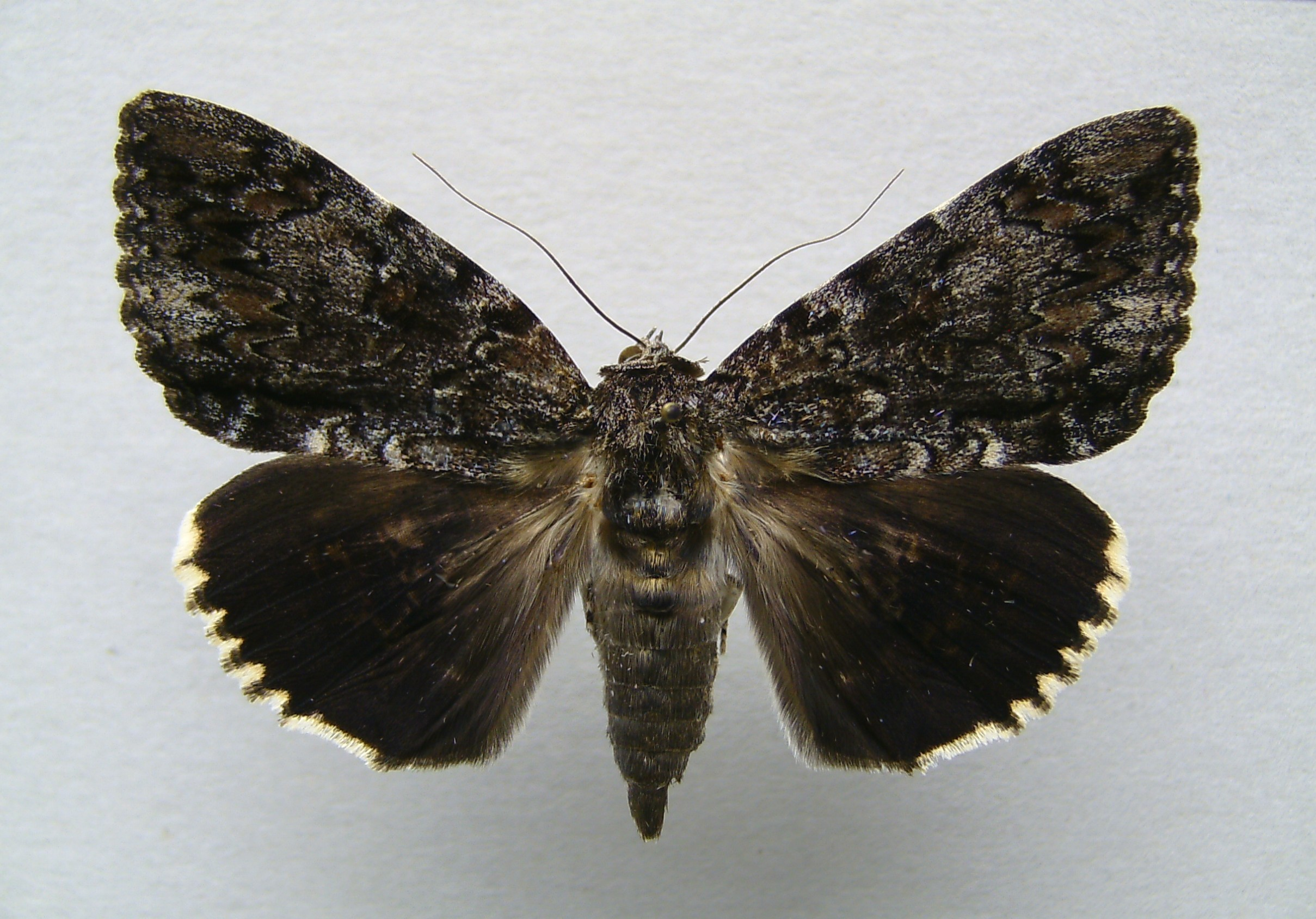
Catocala lacrymosa
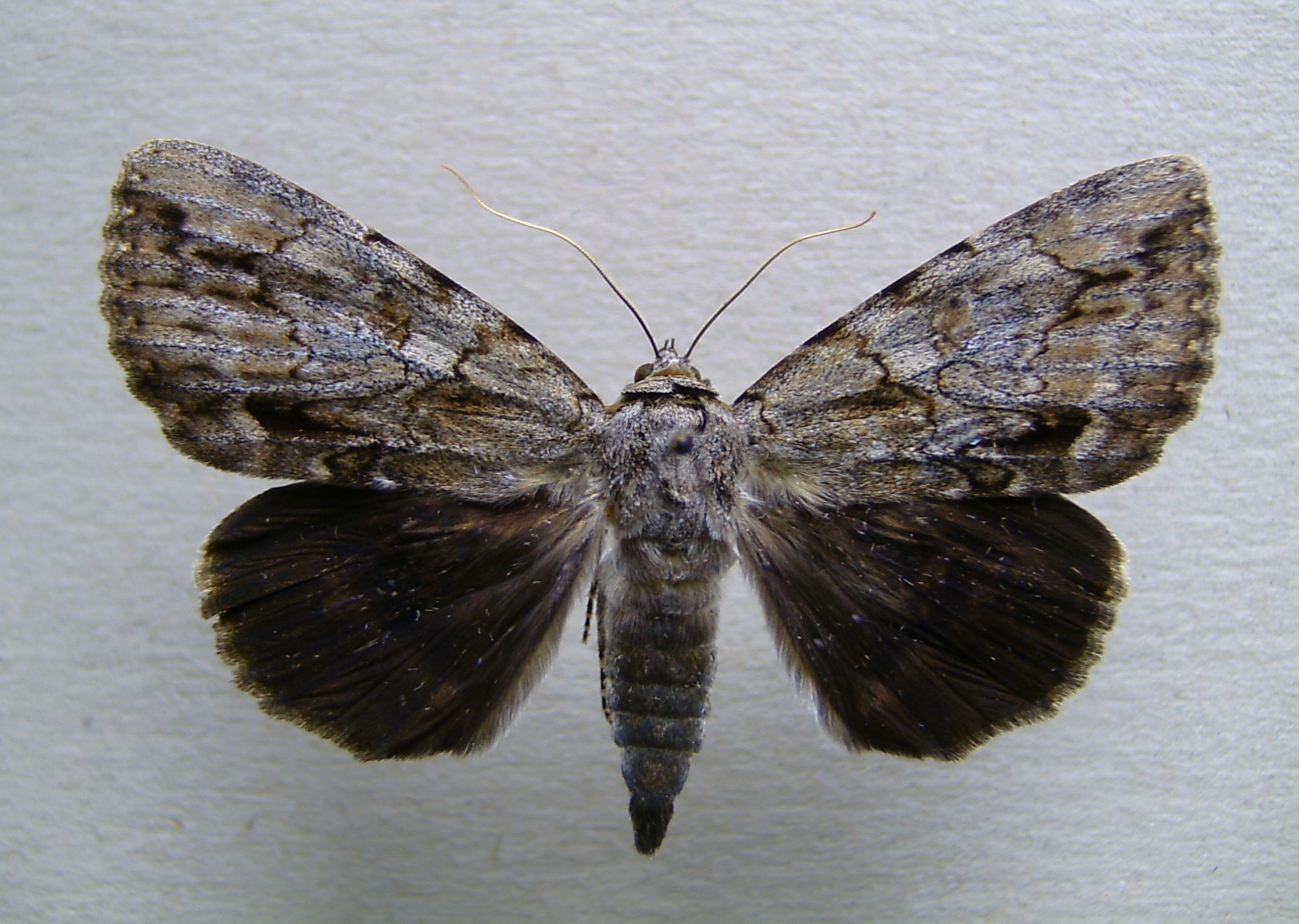
Catocala angusi
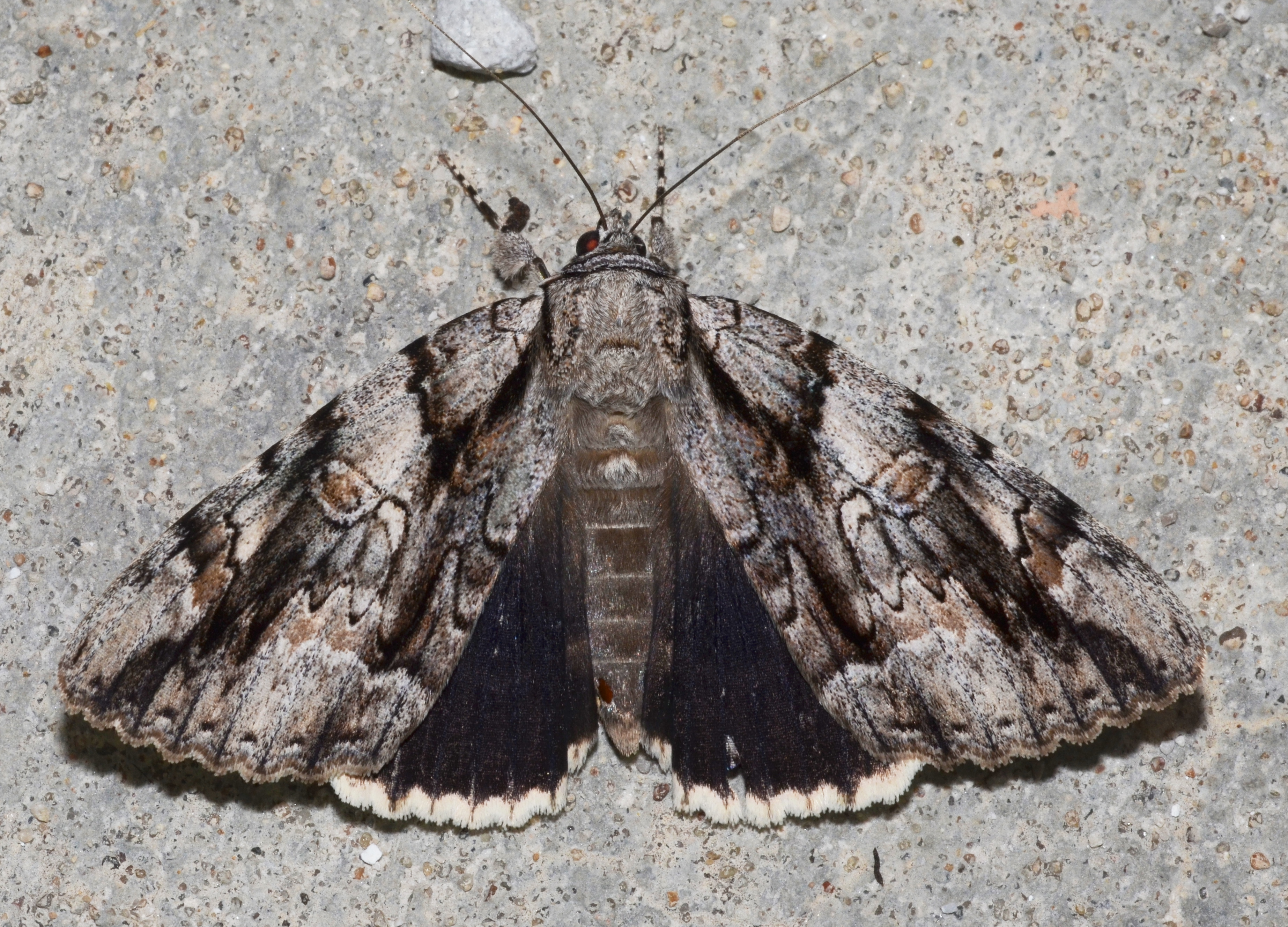
Catocala vidua
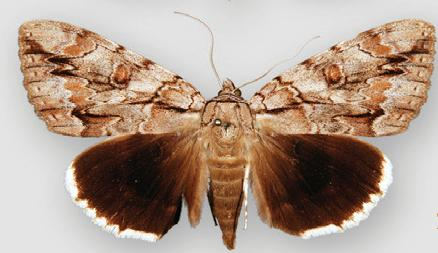
Catocala retecta

## Verbreitung und Lebensraum

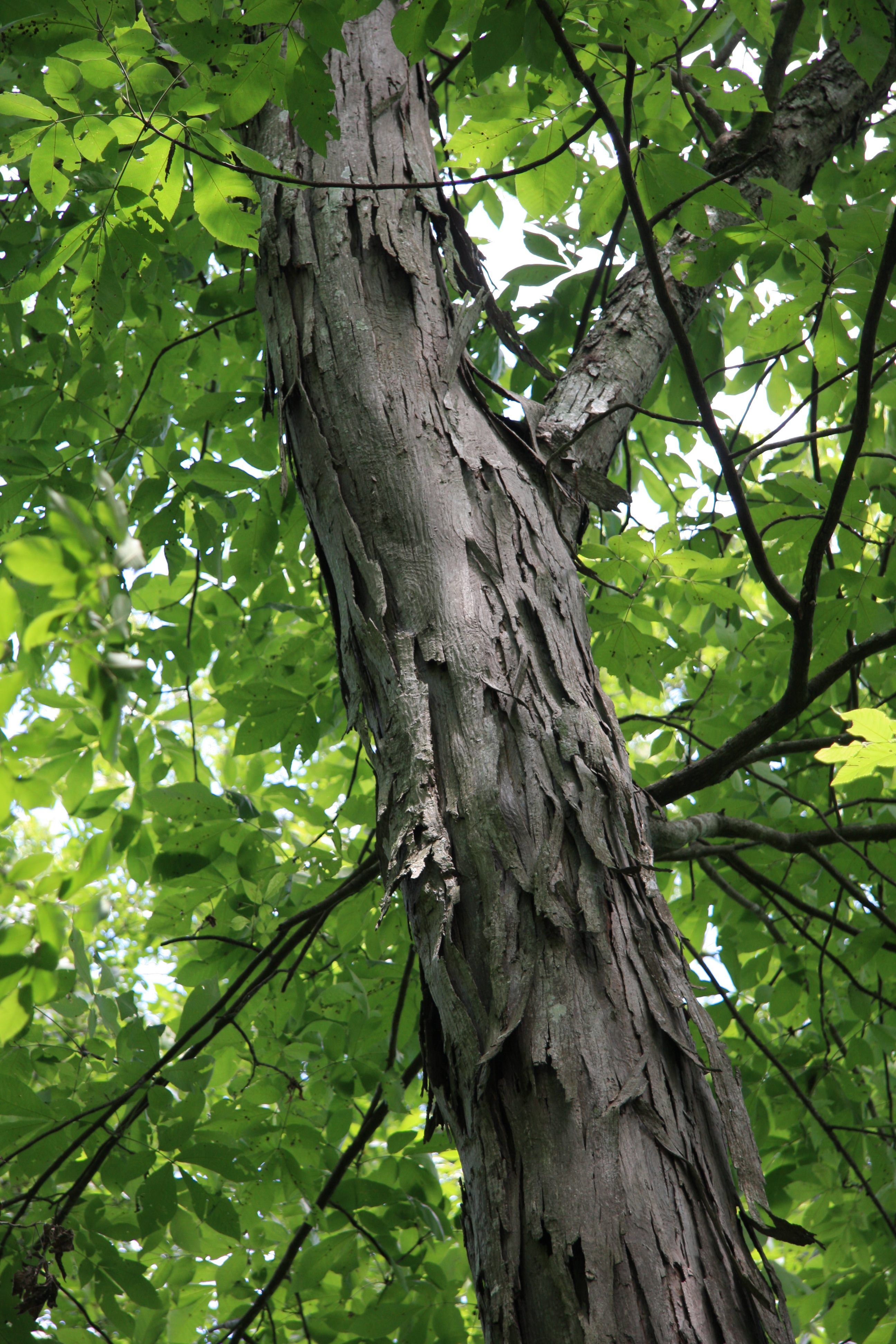
Carya ovata, die Hauptnahrungspflanze der Raupe

Catocala epione kommt in den östlichen und einigen zentralen Regionen Nordamerikas verbreitet bis lokal vor. Die Art besiedelt in erster Linie Laubwälder. 

## Lebensweise
Die nachtaktiven, univoltinen Falter sind zwischen Mai und September anzutreffen, schwerpunktmäßig im Juli und August. Sie besuchen künstliche Lichtquellen und sehr gerne Köder. Tagsüber ruhen sie bevorzugt an Baumstämmen, an denen sie aufgrund ihrer Färbung sowie der über den Hinterleib zusammengeklappten Flügeln für Fressfeinde kaum zu erkennen sind. Die Eier werden unter die Borke der Nahrungsbäume abgelegt, wo sie überwintern. Die Raupen schlüpfen im Frühjahr und ernähren sich von den Blättern verschiedener Hickoryarten (Carya), in erster Linie von Carya ovata. Die Verpuppung erfolgt unter Laub.